# Пурим, Флора
Фло́ра Пу́рим (род. 6 марта 1942, Рио-де-Жанейро, Бразилия) — бразильская джазовая певица. Выступала со многими джазовыми музыкантами: Dizzy Gillespie, Stan Getz, Chick Corea, Santana, Airto Moreira.
В сентябре 2002 президент Бразилии Фернанду Энрики Кардозу наградил её орденом Rio Branco за заслуги в развитии международных отношений.

## Биография
Её отец, Наум Моисеевич Пурим (1912—1992), уроженец Могилёва-Подольского, эмигрировал в Бразилию из Бессарабии и работал скрипачом. Уже в Бразилии он женился на пианистке Рахель Вайсберг (род. 1925). В этом браке родилось трое детей, из которых Флора была старшей. Её младшая сестра Яна Пурим (в замужестве Бернштейн) — также джазовая певица и композитор.
Под влиянием Диззи Гиллеспи Флора Пурим приняла веру бахаи.

## Награды
- 4 раза присуждалось звание «лучшая женская джазовая вокалистка» журналом Down Beat[2]
- 2 раза — номинант Grammy за лучшее женское джазовое исполнение[2]

## Дискография

### Альбомы
- 1964: Flora e MPM (RCA Brasil)
- 1973: Butterfly Dreams (Milestone)
- 1974: 500 Miles High" (Milestone Records)
- 1974: Stories to Tell (Milestone Records)
- 1976: Open Your Eyes You Can Fly (Milestone Records)
- 1976: Encounter (Milestone Records)
- 1977: Nothing Will Be as It Was… Tomorrow (Warner Brothers)
- 1978: Everyday Everynight (Warner Brothers)
- 1978: That’s What She Said (Milestone Records)
- 1979: Carry On (Warner)
- 1980: Love Reborn (Milestone Records)
- 1988: The Midnight Sun (Virgin)
- 1992: Queen of the Night (Sound Wave)
- 1995: Speed of Light (B&W Music)
- 2000: Flora Purim sings Milton Nascimento (Narada)
- 2001: Perpetual Emotion (Narada)
- 2003: Speak No Evil (Narada)
- 2005: Flora’s Song (Narada)

| Альбомы Airto Moreira - 1972: Free (CTI) - 1973: Fingers (CTI) - 1974: Virgin Land (Salvation) - 1977: I’m Fine — How Are You? (Warner) - 1985: Three Way Mirror (Reference Recordings) - 1985: Humble People (Concord) - 1986: The Magicians (Concord Crossover) - 1988: The Colours of Life (In+Out) - 1989: The Sun Is Out (Concord) - 2001: Wings of Imagination (2 CD Concord) | Альбомы Return to Forever - Return to Forever (1972, ECM) - Light as a Feather (1972, Polydor) Альбомы Fourth World - Fourth World Recorded live at Ronnie Scott’s (1992) - Fourth World (1994) - Fourth World [live] (1995) - Encounters of the Fourth World (1995) - Last Journey (1999) |